# Pseudolestes mirabilis
Pseudolestes mirabilis is een libellensoort uit de familie van de Pseudolestidae, onderorde juffers (Zygoptera).
De wetenschappelijke naam van de soort is voor het eerst geldig gepubliceerd in 1900 door Kirby.